# Xenopsylla regis
Xenopsylla regis är en loppart som först beskrevs av Rothschild 1903.  Xenopsylla regis ingår i släktet Xenopsylla och familjen husloppor. Inga underarter finns listade i Catalogue of Life.